# Mùa giải quần vợt năm 2005 của Roger Federer
Roger Federer lọt vào trận chung kết hai giải Grand Slam trong năm 2005, vô địch ở cả Wimbledon với chiến thắng trước Andy Roddick, 6–2, 7–6(2), 6–4, và Giải quần vợt Mỹ Mở rộng với chiến thắng trước Andre Agassi, 6–3, 2–6, 7–6(1), 6–1. Tuy nhiên, Federer đã thua ở vòng bán kết hai giải Grand Slam còn lại (trước Marat Safin tại Giải quần vợt Úc Mở rộng và trước Rafael Nadal tại Giải quần vợt Pháp Mở rộng). Cũng trong mùa giải này, Federer giành bốn danh hiệu Masters, với ba trên sân cứng tại Indian Wells, Miami, và Cincinnati và một trên sân đất nện tại Hamburg. Ngoài ra, Federer cũng vô địch hai giải ATP 500 tại Rotterdam và Dubai. Federer thua trong trận chung kết Tennis Masters Cup trước David Nalbandian.

## Các trận đấu

### Grand Slam
| Giải đấu                   | Vòng | Kết quả   | Đối thủ             | Tỷ số                      |
| -------------------------- | ---- | --------- | ------------------- | -------------------------- |
| Giải quần vợt Úc Mở rộng   | V1   | Thắng     | Fabrice Santoro     | 6–1, 6–1, 6–2              |
| Giải quần vợt Úc Mở rộng   | V2   | Thắng     | Takao Suzuki        | 6–3, 6–4, 6–4              |
| Giải quần vợt Úc Mở rộng   | V3   | Thắng     | Jarkko Nieminen     | 6–3, 5–2 bỏ cuộc           |
| Giải quần vợt Úc Mở rộng   | V4   | Win       | Marcos Baghdatis    | 6–2, 6–2, 7–5(4)           |
| Giải quần vợt Úc Mở rộng   | TK   | Thắng     | Andre Agassi        | 6–3, 6–4, 6–4              |
| Giải quần vợt Úc Mở rộng   | BK   | Thua      | Marat Safin         | 7–5, 4–6, 7–5, 6–7(6), 7–9 |
| Giải quần vợt Pháp Mở rộng | V1   | Thắng     | Dudi Sela           | 6–1, 6–4, 6–0              |
| Giải quần vợt Pháp Mở rộng | V2   | Thắng     | Nicolás Almagro     | 6–3, 7–6(0), 6–2           |
| Giải quần vợt Pháp Mở rộng | V3   | Thắng     | Fernando González   | 7–6(9), 7–5, 6–2           |
| Giải quần vợt Pháp Mở rộng | V4   | Thắng     | Carlos Moyá         | 6–1, 6–4, 6–3              |
| Giải quần vợt Pháp Mở rộng | TK   | Thắng     | Victor Hănescu      | 6–2, 7–6(3), 6–3           |
| Giải quần vợt Pháp Mở rộng | BK   | Thua      | Rafael Nadal        | 3–6, 6–4, 4–6, 3–6         |
| Wimbledon                  | V1   | Thắng     | Paul-Henri Mathieu  | 6–4, 6–2, 6–4              |
| Wimbledon                  | V2   | Thắng     | Ivo Minář           | 6–4, 6–4, 6–1              |
| Wimbledon                  | V3   | Thắng     | Nicolas Kiefer      | 6–2, 6–7(5), 6–1, 7–5      |
| Wimbledon                  | V4   | Thắng     | Juan Carlos Ferrero | 6–3, 6–4, 7–6(6)           |
| Wimbledon                  | TK   | Thắng     | Fernando González   | 7–5, 6–2, 7–6(2)           |
| Wimbledon                  | BK   | Thắng     | Lleyton Hewitt      | 6–3, 6–4, 7–6(4)           |
| Wimbledon                  | CK   | Thắng (5) | Andy Roddick        | 6–2, 7–6(2), 6–4           |
| Giải quần vợt Mỹ Mở rộng   | V1   | Thắng     | Ivo Minář           | 6–1, 6–1, 6–1              |
| Giải quần vợt Mỹ Mở rộng   | V2   | Thắng     | Fabrice Santoro     | 7–5, 7–5, 7–6(2)           |
| Giải quần vợt Mỹ Mở rộng   | V3   | Thắng     | Olivier Rochus      | 6–3, 7–6(8), 6–2           |
| Giải quần vợt Mỹ Mở rộng   | V4   | Thắng     | Nicolas Kiefer      | 6–4, 6–7(3), 6–3, 6–4      |
| Giải quần vợt Mỹ Mở rộng   | TK   | Thắng     | David Nalbandian    | 6–2, 6–4, 6–1              |
| Giải quần vợt Mỹ Mở rộng   | BK   | Thắng     | Lleyton Hewitt      | 6–3, 7–6(0), 4–6, 6–3      |
| Giải quần vợt Mỹ Mở rộng   | CK   | Thắng (6) | Andre Agassi        | 6–3, 2–6, 7–6(1), 6–1      |

### Tất cả các trận đấu

#### Đơn
| Trận | Giải đấu                 | Ngày bắt đầu | Thể loại | Điều kiện  | Mặt sân | Vòng       | Đối thủ                 | Kết quả | Tỷ số                             |
| 427  | Doha                     | 3/1          | 250      | Ngoài trời | Cứng    | V32        | David Ferrer            | T       | 6–1, 6–1                          |
| 428  | Doha                     | 3/1          | 250      | Ngoài trời | Cứng    | V16        | Greg Rusedski           | T       | 6–3, 6–4                          |
| 429  | Doha                     | 3/1          | 250      | Ngoài trời | Cứng    | TK         | Feliciano López         | T       | 6–1, 6–2                          |
| 430  | Doha                     | 3/1          | 250      | Ngoài trời | Cứng    | BK         | Nikolay Davydenko       | T       | 6–3, 6–4                          |
| 431  | Doha                     | 3/1          | 250      | Ngoài trời | Cứng    | Thắng (1)  | Ivan Ljubičić           | T       | 6–3, 6–1                          |
| 432  | Giải quần vợt Úc Mở rộng | 17/1         | GS       | Ngoài trời | Cứng    | V128       | Fabrice Santoro         | T       | 6–1, 6–1, 6–2                     |
| 433  | Giải quần vợt Úc Mở rộng | 17/1         | GS       | Ngoài trời | Cứng    | V64        | Takao Suzuki            | T       | 6–3, 6–4, 6–4                     |
| 434  | Giải quần vợt Úc Mở rộng | 17/1         | GS       | Ngoài trời | Cứng    | V32        | Jarkko Nieminen         | T       | 6–3, 5–2 bỏ cuộc                  |
| 435  | Giải quần vợt Úc Mở rộng | 17/1         | GS       | Ngoài trời | Cứng    | V16        | Marcos Baghdatis        | T       | 6–2, 6–2, 7–6(4)                  |
| 436  | Giải quần vợt Úc Mở rộng | 17/1         | GS       | Ngoài trời | Cứng    | TK         | Andre Agassi            | T       | 6–3, 6–4, 6–4                     |
| 437  | Giải quần vợt Úc Mở rộng | 17/1         | GS       | Ngoài trời | Cứng    | BK         | Marat Safin             | B       | 7–5, 4–6, 7–5, 6–7(6), 7–9        |
| 438  | Rotterdam                | 14/2         | 500      | Trong nhà  | Cứng    | V32        | Bohdan Ulihrach         | T       | 6–3, 6–4                          |
| 439  | Rotterdam                | 14/2         | 500      | Trong nhà  | Cứng    | V16        | Stanislas Wawrinka      | T       | 6–1, 6–4                          |
| 440  | Rotterdam                | 14/2         | 500      | Trong nhà  | Cứng    | TK         | Nikolay Davydenko (2)   | T       | 7–5, 7–5                          |
| 441  | Rotterdam                | 14/2         | 500      | Trong nhà  | Cứng    | BK         | Mario Ančić             | T       | 7–5, 6–3                          |
| 442  | Rotterdam                | 14/2         | 500      | Trong nhà  | Cứng    | Thắng (2)  | Ivan Ljubičić (2)       | T       | 5–7, 7–5, 7–6(5)                  |
| 443  | Dubai                    | 21/2         | 500      | Ngoài trời | Cứng    | V32        | Ivo Minář               | T       | 6–7(5), 6–3, 7–6(5)               |
| 444  | Dubai                    | 21/2         | 500      | Ngoài trời | Cứng    | V16        | Juan Carlos Ferrero     | T       | 4–6, 6–3, 7–6(6)                  |
| 445  | Dubai                    | 21/2         | 500      | Ngoài trời | Cứng    | TK         | Mikhail Youzhny         | T       | 6–3, 7–5                          |
| 446  | Dubai                    | 21/2         | 500      | Ngoài trời | Cứng    | BK         | Andre Agassi (2)        | T       | 6–3, 6–1                          |
| 447  | Dubai                    | 21/2         | 500      | Ngoài trời | Cứng    | Thắng (3)  | Ivan Ljubičić (3)       | T       | 6–1, 6–7(6), 6–3                  |
| -    | Indian Wells Masters     | 7/3          | 1000     | Ngoài trời | Cứng    | V128       | Miễn                    | -       |                                   |
| 448  | Indian Wells Masters     | 7/3          | 1000     | Ngoài trời | Cứng    | V64        | Mardy Fish              | T       | 6–3, 6–3                          |
| 449  | Indian Wells Masters     | 7/3          | 1000     | Ngoài trời | Cứng    | V32        | Gilles Müller           | T       | 6–3, 6–2                          |
| 450  | Indian Wells Masters     | 7/3          | 1000     | Ngoài trời | Cứng    | V16        | Ivan Ljubičić (4)       | T       | 7–6(3), 7–6(4)                    |
| 451  | Indian Wells Masters     | 7/3          | 1000     | Ngoài trời | Cứng    | TK         | Nicolas Kiefer          | T       | 6–4, 6–1                          |
| 452  | Indian Wells Masters     | 7/3          | 1000     | Ngoài trời | Cứng    | BK         | Guillermo Cañas         | T       | 6–3, 6–1                          |
| 453  | Indian Wells Masters     | 7/3          | 1000     | Ngoài trời | Cứng    | Thắng (4)  | Lleyton Hewitt          | T       | 6–2, 6–4, 6–4                     |
| -    | Miami Masters            | 21/3         | 1000     | Ngoài trời | Cứng    | V128       | Miễn                    | -       |                                   |
| 454  | Miami Masters            | 21/3         | 1000     | Ngoài trời | Cứng    | V64        | Olivier Rochus          | T       | 6–3, 6–1                          |
| 455  | Miami Masters            | 21/3         | 1000     | Ngoài trời | Cứng    | V32        | Mariano Zabaleta        | T       | 6–2, 5–7, 6–3                     |
| 456  | Miami Masters            | 21/3         | 1000     | Ngoài trời | Cứng    | V16        | Mario Ančić (2)         | T       | 6–3, 4–6, 6–4                     |
| 457  | Miami Masters            | 21/3         | 1000     | Ngoài trời | Cứng    | TK         | Tim Henman              | T       | 6–4, 6–2                          |
| 458  | Miami Masters            | 21/3         | 1000     | Ngoài trời | Cứng    | BK         | Andre Agassi (3)        | T       | 6–4, 6–3                          |
| 459  | Miami Masters            | 21/3         | 1000     | Ngoài trời | Cứng    | Thắng (5)  | Rafael Nadal            | T       | 2–6, 6–7(4), 7–6(5), 6–3, 6–1     |
| 460  | Monte Carlo Masters      | 11/4         | 1000     | Ngoài trời | Đất nện | V64        | Greg Rusedski (2)       | T       | 6–3, 6–1                          |
| 461  | Monte Carlo Masters      | 11/4         | 1000     | Ngoài trời | Đất nện | V32        | Albert Montañés         | T       | 6–3, 6–4                          |
| 462  | Monte Carlo Masters      | 11/4         | 1000     | Ngoài trời | Đất nện | V16        | Fernando González       | T       | 6–2, 6–7(3), 6–4                  |
| 463  | Monte Carlo Masters      | 11/4         | 1000     | Ngoài trời | Đất nện | TK         | Richard Gasquet         | B       | 7–6(1), 2–6, 6–7(8)               |
| 464  | Hamburg Masters          | 9/5          | 1000     | Ngoài trời | Đất nện | V64        | Fernando Verdasco       | T       | 6–4, 6–3                          |
| 465  | Hamburg Masters          | 9/5          | 1000     | Ngoài trời | Đất nện | V32        | Tomáš Berdych           | T       | 6–2, 6–1                          |
| 466  | Hamburg Masters          | 9/5          | 1000     | Ngoài trời | Đất nện | V16        | Tommy Robredo           | T       | 6–2, 6–3                          |
| 467  | Hamburg Masters          | 9/5          | 1000     | Ngoài trời | Đất nện | TK         | Guillermo Coria         | T       | 6–4, 7–6(3)                       |
| 468  | Hamburg Masters          | 9/5          | 1000     | Ngoài trời | Đất nện | BK         | Nikolay Davydenko (3)   | T       | 6–3, 6–4                          |
| 469  | Hamburg Masters          | 9/5          | 1000     | Ngoài trời | Đất nện | Thắng (6)  | Richard Gasquet (2)     | T       | 6–3, 7–5, 7–6(4)                  |
| 470  | Roland Garros            | 23/5         | GS       | Ngoài trời | Đất nện | V128       | Dudi Sela               | T       | 6–1, 6–4, 6–0                     |
| 471  | Roland Garros            | 23/5         | GS       | Ngoài trời | Đất nện | V64        | Nicolás Almagro         | T       | 6–3, 7–6, 6–2                     |
| 472  | Roland Garros            | 23/5         | GS       | Ngoài trời | Đất nện | V32        | Fernando González (2)   | T       | 7–6(9), 7–5, 6–2                  |
| 473  | Roland Garros            | 23/5         | GS       | Ngoài trời | Đất nện | V16        | Carlos Moyá             | T       | 6–1, 6–4, 6–3                     |
| 474  | Roland Garros            | 23/5         | GS       | Ngoài trời | Đất nện | TK         | Victor Hănescu          | T       | 6–2, 7–6(3), 6–3                  |
| 475  | Roland Garros            | 23/5         | GS       | Ngoài trời | Đất nện | BK         | Rafael Nadal (2)        | B       | 3–6, 6–4, 4–6, 3–6                |
| 476  | Halle                    | 6/6          | 250      | Ngoài trời | Cỏ      | V32        | Robin Söderling         | T       | 6–7(5), 7–6(6), 6–4               |
| 477  | Halle                    | 6/6          | 250      | Ngoài trời | Cỏ      | V16        | Florian Mayer           | T       | 6–2, 6–4                          |
| 478  | Halle                    | 6/6          | 250      | Ngoài trời | Cỏ      | TK         | Philipp Kohlschreiber   | T       | 6–3, 6–4                          |
| 479  | Halle                    | 6/6          | 250      | Ngoài trời | Cỏ      | BK         | Tommy Haas              | T       | 6–4, 7–6(9)                       |
| 480  | Halle                    | 6/6          | 250      | Ngoài trời | Cỏ      | Thắng (7)  | Marat Safin (2)         | T       | 6–4, 6–7(6), 6–4                  |
| 481  | Wimbledon                | 20/6         | GS       | Ngoài trời | Cỏ      | V128       | Paul-Henri Mathieu      | T       | 6–4, 6–2, 6–4                     |
| 482  | Wimbledon                | 20/6         | GS       | Ngoài trời | Cỏ      | V64        | Ivo Minář (2)           | T       | 6–4, 6–4, 6–1                     |
| 483  | Wimbledon                | 20/6         | GS       | Ngoài trời | Cỏ      | V32        | Nicolas Kiefer (2)      | T       | 6–2, 6–7(5), 6–1, 7–5             |
| 484  | Wimbledon                | 20/6         | GS       | Ngoài trời | Cỏ      | V16        | Juan Carlos Ferrero (2) | T       | 6–3, 6–4, 7–6(6)                  |
| 485  | Wimbledon                | 20/6         | GS       | Ngoài trời | Cỏ      | TK         | Fernando González (3)   | T       | 7–5, 6–2, 7–6(2)                  |
| 486  | Wimbledon                | 20/6         | GS       | Ngoài trời | Cỏ      | BK         | Lleyton Hewitt (2)      | T       | 6–3, 6–4, 7–6(4)                  |
| 487  | Wimbledon                | 20/6         | GS       | Ngoài trời | Cỏ      | Thắng (8)  | Andy Roddick            | T       | 6–2, 7–6(2), 6–4                  |
| 488  | Cincinnati Masters       | 15/8         | 1000     | Ngoài trời | Cứng    | V64        | James Blake             | T       | 7–6(3), 7–5                       |
| 489  | Cincinnati Masters       | 15/8         | 1000     | Ngoài trời | Cứng    | V32        | Nicolas Kiefer (3)      | T       | 4–6, 6–4, 6–4                     |
| 490  | Cincinnati Masters       | 15/8         | 1000     | Ngoài trời | Cứng    | V16        | Olivier Rochus (2)      | T       | 6–3, 6–4                          |
| 491  | Cincinnati Masters       | 15/8         | 1000     | Ngoài trời | Cứng    | TK         | José Acasuso            | T       | 6–4, 6–3                          |
| 492  | Cincinnati Masters       | 15/8         | 1000     | Ngoài trời | Cứng    | BK         | Robby Ginepri           | T       | 4–6, 7–5, 6–4                     |
| 493  | Cincinnati Masters       | 15/8         | 1000     | Ngoài trời | Cứng    | Thắng (9)  | Andy Roddick (2)        | T       | 6–3, 7–5                          |
| 494  | Giải quần vợt Mỹ Mở rộng | 29/8         | GS       | Ngoài trời | Cứng    | V128       | Ivo Minář (3)           | T       | 6–1, 6–1, 6–1                     |
| 495  | Giải quần vợt Mỹ Mở rộng | 29/8         | GS       | Ngoài trời | Cứng    | V64        | Fabrice Santoro (2)     | T       | 7–5, 7–5, 7–6(2)                  |
| 496  | Giải quần vợt Mỹ Mở rộng | 29/8         | GS       | Ngoài trời | Cứng    | V32        | Olivier Rochus (3)      | T       | 6–3, 7–6(6), 6–2                  |
| 497  | Giải quần vợt Mỹ Mở rộng | 29/8         | GS       | Ngoài trời | Cứng    | V16        | Nicolas Kiefer (4)      | T       | 6–4, 6–7(3), 6–3, 6–4             |
| 498  | Giải quần vợt Mỹ Mở rộng | 29/8         | GS       | Ngoài trời | Cứng    | TK         | David Nalbandian        | T       | 6–2, 6–4, 6–1                     |
| 499  | Giải quần vợt Mỹ Mở rộng | 29/8         | GS       | Ngoài trời | Cứng    | BK         | Lleyton Hewitt (3)      | T       | 6–3, 7–6, 4–6, 6–3                |
| 500  | Giải quần vợt Mỹ Mở rộng | 29/8         | GS       | Ngoài trời | Cứng    | Thắng (10) | Andre Agassi (4)        | T       | 6–3, 2–6, 7–6(1), 6–1             |
| 501  | SUI v. GBR Play-off NTG  | 23/9         | DC       | Trong nhà  | Đất nện | PO         | Alan Mackin             | T       | 6–0, 6–0, 6–2                     |
| 502  | Băng Cốc                 | 26/9         | 250      | Trong nhà  | Cứng    | V32        | Marcos Daniel           | T       | 7–6(4), 6–4                       |
| 503  | Băng Cốc                 | 26/9         | 250      | Trong nhà  | Cứng    | V16        | Denis Gremelmayr        | T       | 6–3, 6–2                          |
| 504  | Băng Cốc                 | 26/9         | 250      | Trong nhà  | Cứng    | TK         | Gilles Müller (2)       | T       | 6–4, 6–3                          |
| 505  | Băng Cốc                 | 26/9         | 250      | Trong nhà  | Cứng    | BK         | Jarkko Nieminen (2)     | T       | 6–3, 6–4                          |
| 506  | Băng Cốc                 | 26/9         | 250      | Trong nhà  | Cứng    | Thắng (11) | Andy Murray             | T       | 6–3, 7–5                          |
| 507  | Tennis Masters Cup       | 14/11        | WC       | Trong nhà  | Thảm    | VB         | David Nalbandian (2)    | T       | 6–3, 2–6, 6–4                     |
| 508  | Tennis Masters Cup       | 14/11        | WC       | Trong nhà  | Thảm    | VB         | Ivan Ljubičić (5)       | T       | 6–3, 2–6, 7–6(4)                  |
| 509  | Tennis Masters Cup       | 14/11        | WC       | Trong nhà  | Thảm    | VB         | Guillermo Coria (2)     | T       | 6–0, 1–6, 6–2                     |
| 510  | Tennis Masters Cup       | 14/11        | WC       | Trong nhà  | Thảm    | BK         | Gastón Gaudio           | T       | 6–0, 6–0                          |
| 511  | Tennis Masters Cup       | 14/11        | WC       | Trong nhà  | Thảm    | CK         | David Nalbandian (3)    | B       | 7–6(4), 7–6(11), 2–6, 1–6, 6–7(3) |

## Lịch thi đấu đơn
| Ngày                                       | Giải đấu                                     | Địa điểm           | Thể loại                      | Mặt sân             | Kết quả 2004       | Điểm 2004 | Điểm mới | Kết quả                                                                           |
| ------------------------------------------ | -------------------------------------------- | ------------------ | ----------------------------- | ------------------- | ------------------ | --------- | -------- | --------------------------------------------------------------------------------- |
| 3 tháng 1 năm 2005– 8 tháng 1 năm 2005     | Qatar Open                                   | Doha (QAT)         | ATP International Series      | Cứng                | A                  | 0         | 250      | Vô địch (đánh bại Ivan Ljubičić, 6–3, 6–1)                                        |
| 17 tháng 1 năm 2005– 30 tháng 1 năm 2005   | Giải quần vợt Úc Mở rộng                     | Melbourne (AUS)    | Grand Slam                    | Cứng                | VĐ                 | 1000      | 450      | Bán kết (thua trước Marat Safin, 7–5, 4–6, 7–5, 6–7(6–8), 7–9)                    |
| 14 tháng 2 năm 2005– 20 tháng 2 năm 2005   | Rotterdam Open                               | Rotterdam (NED)    | ATP International Series Gold | Cứng (trong nhà)    | TK                 | 60        | 250      | Vô địch (đánh bại Ivan Ljubičić, 5–7, 7–5, 7–6(7–5))                              |
| 21 tháng 2 năm 2005– 27 tháng 2 năm 2005   | Dubai Tennis Championships                   | Dubai (UAE)        | ATP International Series Gold | Cứng                | VĐ                 | 300       | 300      | Vô địch (đánh bại Ivan Ljubičić, 6–1, 6–7(6–8), 6–3)                              |
| 7 tháng 3 năm 2005– 20 tháng 3 năm 2005    | Indian Wells Masters                         | Indian Wells (USA) | ATP Masters Series            | Cứng                | VĐ                 | 500       | 500      | Vô địch (đánh bại Lleyton Hewitt, 6–2, 6–4, 6–4)                                  |
| 21 tháng 3 năm 2005– 3 tháng 4 năm 2005    | Miami Open                                   | Miami (USA)        | ATP Masters Series            | Cứng                | V32                | 35        | 500      | Vô địch (đánh bại Rafael Nadal, 2–6, 6–7(4–7), 7–6(7–5), 6–3, 6–1)                |
| 11 tháng 4 năm 2005– 17 tháng 4 năm 2005   | Monte Carlo Masters                          | Monte Carlo (MON)  | ATP Masters Series            | Đất nện             | A                  | 0         | 125      | Tứ kết (thua trước Richard Gasquet, 7–6(7–1), 2–6, 6–7(8–10))                     |
| 9 tháng 5 năm 2005– 15 tháng 5 năm 2005    | German Open                                  | Hamburg (GER)      | ATP Masters Series            | Đất nện             | VĐ                 | 500       | 500      | Vô địch (đánh bại Richard Gasquet, 6–3, 7–5, 7–6(7–4))                            |
| 23 tháng 5 năm 2005– 5 tháng 6 năm 2005    | Giải quần vợt Pháp Mở rộng                   | Paris (FRA)        | Grand Slam                    | Đất nện             | V32                | 75        | 450      | Bán kết (thua trước Rafael Nadal, 3–6, 6–4, 4–6, 3–6)                             |
| 6 tháng 6 năm 2005– 12 tháng 6 năm 2005    | Halle Open                                   | Halle (GER)        | ATP International Series      | Cỏ                  | VĐ                 | 225       | 225      | Vô địch (đánh bại Marat Safin, 6–4, 6–7(6–8), 6–4)                                |
| 20 tháng 6 năm 2005– 3 tháng 7 năm 2005    | Giải quần vợt Wimbledon                      | Wimbledon (GBR)    | Grand Slam                    | Cỏ                  | VĐ                 | 1000      | 1000     | Vô địch (đánh bại Andy Roddick, 6–2, 7–6(7–2), 6–4)                               |
| 15 tháng 8 năm 2005– 21 tháng 8 năm 2005   | Cincinnati Masters                           | Cincinnati (USA)   | ATP Masters Series            | Cứng                | V64                | 5         | 500      | Vô địch (đánh bại Andy Roddick, 6–3, 7–5)                                         |
| 29 tháng 8 năm 2005– 11 tháng 9 năm 2005   | Giải quần vợt Mỹ Mở rộng                     | New York (USA)     | Grand Slam                    | Cứng                | VĐ                 | 1000      | 1000     | Vô địch (đánh bại Andre Agassi, 6–3, 2–6, 7–6(7–1), 6–1)                          |
| 23 tháng 9 năm 2005– 25 tháng 9 năm 2005   | Davis Cup Play-off NTG: Thụy Sĩ vs. Anh Quốc | Geneva (SUI)       | Davis Cup                     | Đất nện (trong nhà) |                    |           |          | Thụy Sĩ đánh bại Anh Quốc 5–0, giành quyền tham dự Nhóm Thế giới 2006             |
| 26 tháng 9 năm 2005– 2 tháng 10 năm 2005   | Thailand Open                                | Băng Cốc (THA)     | ATP International Series      | Cứng (trong nhà)    | VĐ                 | 175       | 175      | Vô địch (đánh bại Andy Murray, 6–3, 7–5)                                          |
| 14 tháng 11 năm 2005– 20 tháng 11 năm 2005 | Tennis Masters Cup                           | Thượng Hải (CHN)   | Tennis Masters Cup            | Thảm (trong nhà)    | VĐ                 | 750       | 500      | Chung kết (thua trước David Nalbandian, 7–6(7–4), 7–6(13–11), 2–6, 1–6, 6–7(3–7)) |
| Tổng điểm cuối năm                         | Tổng điểm cuối năm                           | Tổng điểm cuối năm | Tổng điểm cuối năm            | Tổng điểm cuối năm  | Tổng điểm cuối năm | 6,335     | 6,725    | 390                                                                               |

## Các thành tích trong năm

### Các trận chung kết

#### Đơn: 12 (11–1)
| Thể loại                          |
| --------------------------------- |
| Grand Slam (2–0)                  |
| ATP World Tour Finals (0–1)       |
| ATP World Tour Masters 1000 (4–0) |
| ATP World Tour 500 (2–0)          |
| ATP World Tour 250 (3–0)          |

| Danh hiệu theo mặt sân |
| ---------------------- |
| Cứng (8–0)             |
| Đất nện (1–0)          |
| Cỏ (2–0)               |
| Thảm (0–1)             |

| Danh hiệu theo điều kiện |
| ------------------------ |
| Ngoài trời (9–0)         |
| Trong nhà (2–1)          |

| Kết quả | Số  | Ngày                 | Giải đấu                                                             | Mặt sân          | Đối thủ          | Tỷ số                                    |
| ------- | --- | -------------------- | -------------------------------------------------------------------- | ---------------- | ---------------- | ---------------------------------------- |
| Vô địch | 23. | 9 tháng 1 năm 2005   | Qatar Open, Qatar                                                    | Cứng             | Ivan Ljubičić    | 6–3, 6–1                                 |
| Vô địch | 24. | 20 tháng 2 năm 2005  | Rotterdam Open, Hà Lan                                               | Cứng (trong nhà) | Ivan Ljubičić    | 5–7, 7–5, 7–6(7–5)                       |
| Vô địch | 25. | 27 tháng 2 năm 2005  | Dubai Tennis Championships, Các Tiểu vương quốc Ả Rập Thống nhất (3) | Cứng             | Ivan Ljubičić    | 6–1, 6–7(6–8), 6–3                       |
| Vô địch | 26. | 20 tháng 3 năm 2005  | Indian Wells Masters, Hoa Kỳ (2)                                     | Cứng             | Lleyton Hewitt   | 6–2, 6–4, 6–4                            |
| Vô địch | 27. | 3 tháng 4 năm 2005   | Miami Masters, Hoa Kỳ                                                | Cứng             | Rafael Nadal     | 2–6, 6–7(4–7), 7–6(7–5), 6–3, 6–1        |
| Vô địch | 28. | 15 tháng 5 năm 2005  | Hamburg Masters, Đức (3)                                             | Đất nện          | Richard Gasquet  | 6–3, 7–5, 7–6(7–4)                       |
| Vô địch | 29. | 13 tháng 6 năm 2005  | Halle Open, Đức (3)                                                  | Cỏ               | Marat Safin      | 6–4, 6–7(6–8), 6–4                       |
| Vô địch | 30. | 3 tháng 7 năm 2005   | Wimbledon, Vương quốc Liên hiệp Anh và Bắc Ireland (3)               | Cỏ               | Andy Roddick     | 6–2, 7–6(7–2), 6–4                       |
| Vô địch | 31. | 21 tháng 8 năm 2005  | Cincinnati Masters, Hoa Kỳ                                           | Cứng             | Andy Roddick     | 6–3, 7–5                                 |
| Vô địch | 32. | 11 tháng 9 năm 2005  | Mỹ Mở rộng, Hoa Kỳ (2)                                               | Cứng             | Andre Agassi     | 6–3, 2–6, 7–6(7–1), 6–1                  |
| Vô địch | 33. | 2 tháng 10 năm 2005  | Thailand Open, Thái Lan (2)                                          | Cứng (trong nhà) | Andy Murray      | 6–3, 7–5                                 |
| Á quân  | 9.  | 20 tháng 11 năm 2005 | Tennis Masters Cup, Trung Quốc                                       | Thảm (trong nhà) | David Nalbandian | 7–6(7–4), 7–6(13–11), 2–6, 1–6, 6–7(3–7) |